# Деріл Гомер
Деріл Гомер (англ. Daryl Homer; нар. 16 липня 1990 року, Сент-Томас, Американські Віргінські Острови) — американський фехтувальник (шабля), срібний призер Олімпійських ігор 2016 року в індивідуальній шаблі, призер чемпіонату світу.

## Виступи на Олімпіадах
| Олімпіада   | Дисципліна          | Місце |
| ----------- | ------------------- | ----- |
| Лондон 2012 | індивідуальна шабля | 5     |
| Лондон 2012 | командна шабля      | 8     |
| Ріо 2016    | індивідуальна шабля | 2     |